# 성난 송아지
"성난 송아지"는 1967년 공개된 대한민국의 영화이다.

## 배역
- 김용연
- 김지미
- 남정임
- 허장강
- 최남현
- 박암
- 조항
- 한유정
- 장훈
- 최창호
- 김재구
- 한재경
- 성경순
- 정인현
- 윤일주
- 김웅
- 임해림
- 김세라
- 주일몽
- 김진규